# Abemama
Abemama (también conocido como Abamama, Apamama, Dundas, isla Hopper, isla Roger Simpson o isla Simpson) es un atolón coralino perteneciente a la República de Kiribati localizado en el centro del conjunto de las islas Gilbert, en el océano Pacífico central. Se encuentra 150 km al sudeste de Tarawa y justo al norte de la línea ecuatorial. La isla es exportadora de copra.

## Geografía
Tiene un área de 16 km² y una población de 3442 habitantes (1995). Los islotes que conforman el atolón rodean una laguna profunda central. La parte oriental de Abemama está unida por caminos elevados permitiendo la circulación de automóviles entre los islotes. Las islas periféricas de Abatiku y Bike están situadas al suroeste del atolón.
El pueblo de Kariatebike es el centro gubernamental del atolón, el cual incluye un edificio administrativo, una comisaría de policía y un hospital. En el extremo norte de Abemama existe una pista aérea, cerca de la aldea de Tabiang.

## Historia
La isla fue descubierta en 1799 por el capitán Charles Bishop, quien la nombró "isla Roger Simpson", en honor a uno de sus asociados. El 27 de mayo de 1892, en el atolón de Abemama, el capitán Davis del HMS Royalist declaró un protectorado británico sobre las islas Gilbert. Fue uno de los últimos intentos de imperialismo británico por parte de Gran Bretaña. 
El escritor Robert Louis Stevenson vivió en la isla en 1889. Cerca del pueblo de Tabontebike se sitúa la tumba del jefe tirano Tem Binoka, inmortalizado por Stevenson en su obra "Cuentos de los mares del sur".
Durante la Segunda Guerra Mundial, los japoneses ocuparon la isla desde 1942 a 1943, convirtiéndose luego en una base militar de los Estados Unidos durante los siguientes dos años.
- Datos: Q318801
- Multimedia: Abemama / Q318801